# Magic Christian Music
Magic Christian Music es el álbum debut de la banda de rock británica Badfinger, lanzado a principios de 1970 en Apple Records. Tres temas del LP aparecen en la película The Magic Christian, que también le da título al álbum. Sin embargo, Magic Christian Music no es un álbum de la banda sonora oficial de la película.

## Historia
La banda sonora de la película The Magic Christian presentó tres nuevas canciones de Badfinger que habían sido encargadas para la película, incluido su éxito entre los 10 éxitos de los Estados Unidos / Reino Unido "Come and Get It", que abrió la película y "Carry on Till Tomorrow" , el tema del título. El álbum de la banda sonora, que también incluía música incidental de Ken Thorne, originalmente había sido programado para su lanzamiento en Apple Records, pero la adición de la canción de Thunderclap Newman "Something in the Air" a la película lo impidió. En cambio, el álbum de la banda sonora fue lanzado en la poco conocida etiqueta Commonwealth United Records en los Estados Unidos y en Pye en el Reino Unido. Como resultado, recibió poca promoción en los EE. UU. Y siguió siendo en gran medida desconocida para los compradores récord estadounidenses.
Para capitalizar esta brecha, Apple Records lanzó su propia "pseudo-banda sonora". Apple combinó las tres canciones "Badfinger" de la película con cuatro canciones inéditas y siete canciones antiguas (lanzadas por el grupo cuando todavía se las conocía como Iveys) en el álbum Maybe Tomorrow, que se había retirado rápidamente del mercado en 1969. Los Iveys lanzados previamente las canciones se volvieron a mezclar especialmente para este álbum, mejorando significativamente la calidad del sonido en el proceso. Uno de ellos, "Fisherman", también fue editado para este lanzamiento.
Las tres pistas Badfinger utilizadas en la película - "Come and Get It", "Rock of All Ages" y "Carry on Till Tomorrow" - llevan la más fuerte "conexión de los Beatles". Fueron producidos por Paul McCartney (el primero también fue compuesto por McCartney), y el productor de los Beatles, George Martin, organizó y dirigió las cuerdas de "Carry on Till Tomorrow". Las otras canciones del álbum fueron producidas por Tony Visconti (seis canciones, incluidos los sencillos de Iveys y la última grabación, "Crimson Ship") y Mal Evans (cinco canciones).
La formación de Badfinger en estas pistas incluye al bajista / vocalista Ron Griffiths, pero Evans duplicó al bajo en "Midnight Sun", "Crimson Ship" y "Rock of All Ages" después de que Griffiths se enfermó durante las sesiones. Griffiths se retiró The Iveys al final de las sesiones de McCartney a fines de 1969, antes del cambio de nombre de The Iveys a Badfinger, lo que llevó a su exclusión de los créditos y las imágenes del álbum (aunque Griffiths aparece en la manga de la imagen para "Come and Get It"). El guitarrista Joey Molland finalmente fue agregado como reemplazo de Griffiths, causando que Tom Evans pasara de la guitarra al bajo, pero la adición de Molland llegó después de que se había preparado la carátula del álbum, así que solo Pete Ham, Tom Evans y Mike Gibbins aparecen en la portada.
El álbum alcanzó el puesto número 55 en las listas de Estados Unidos.

## Canciones
La siguiente lista de canciones es del número original del álbum en el Reino Unido, y también se replica en las reediciones de CD. El LP original de Estados Unidos tenía una orden reorganizada y faltaban dos pistas ("Angelique" y "Give It a Try").
- Las canciones marcadas con '†' fueron lanzadas originalmente por The Iveys en el álbum Maybe Tomorrow.

| Lado 1 |                          |                |          |  |
| N.º    | Título                   | Productor(es)  | Duración |  |
| 1.     | «Come and Get It»        | Paul McCartney | 2:21     |  |
| 2.     | «Crimson Ship»           | Tony Visconti  | 3:42     |  |
| 3.     | «Dear Angie» (†)         | Tony Visconti  | 2:39     |  |
| 4.     | «Fisherman» (†)          | Mal Evans      | 2:24     |  |
| 5.     | «Midnight Sun»           | Mal Evans      | 2:46     |  |
| 6.     | «Beautiful and Blue» (†) | Mal Evans      | 2:40     |  |
| 7.     | «Rock of All Ages»       | Paul McCartney | 3:16     |  |

| Lado 2 |                          |                |          |  |
| N.º    | Título                   | Productor(es)  | Duración |  |
| 8.     | «Carry on Till Tomorrow» | Paul McCartney | 4:47     |  |
| 9.     | «I'm in Love»            | Tony Visconti  | 2:26     |  |
| 10.    | «Walk Out in the Rain»   | Mal Evans      | 3:27     |  |
| 11.    | «Angelique»              | Tony Visconti  | 2:28     |  |
| 12.    | «Knocking Down Our Home» | Mal Evans      | 3:40     |  |
| 13.    | «Give It a Try»          | Tony Visconti  | 2:31     |  |
| 14.    | «Maybe Tomorrow»         | Tony Visconti  | 2:51     |  |

| 1991 CD bonus tracks |                     |               |          |  |
| N.º                  | Título              | Productor(es) | Duración |  |
| 15.                  | «Storm in a Teacup» | Mal Evans     | 2:31     |  |
| 16.                  | «Arthur»            | Mal Evans     | 3:20     |  |

| 2010 CD bonus tracks |                                                       |               |          |  |
| N.º                  | Título                                                | Productor(es) | Duración |  |
| 15.                  | «And Her Daddy's a Millionaire [Versión Alternativa]» | Tony Visconti | 2:24     |  |
| 16.                  | «Mrs. Jones [Remix]»                                  | Mal Evans     | 2:19     |  |
| 17.                  | «Sali Bloo [Mono Mix]»                                | Tony Visconti | 2:45     |  |
| 18.                  | «See-Saw Granpa [Mono Mix]»                           | Mal Evans     | 3:32     |  |
| 19.                  | «I've Been Waiting [Unedited Remix]»                  | Tony Visconti | 5:55     |  |

Digital bonus tracks (2010 remaster)
1. "Dear Angie" [Mono Mix] – 2:35
2. "Think About the Good Times" [Mono Mix] – 2:22
3. "No Escaping Your Love" [Mono mix] – 2:01
4. "Arthur" [Remix] – 3:15
5. "Storm in a Teacup" [Mono Mix] – 2:30
6. "Yesterday Ain't Coming Back" [Mono Mix] – 2:55

## Personal
- Pete Ham – voces principales y de acompañamiento, guitarra rítmica y solista, teclados
- Tom Evans – voces principales y de acompañamiento, guitarra rítmica, bajo en "Crimson Ship", "Midnight Sun", y "Rock of All Ages"
- Ron Griffiths – bajo (excepto lo indicado), voces de acompañamiento, voz principal en "Dear Angie" y "Give it A Try"
- Mike Gibbins – batería, voces

Contribuidores adicionales
- Paul McCartney – piano en "Rock of All Ages", percusión en "Come and Get It"
- Nicky Hopkins – piano en "See-Saw Granpa"
- Bill Collins – piano en "Knocking Down Our Home"